# 諏訪可奈恵
諏訪 可奈恵（すわ かなえ）は、日本の女性アニメーター、キャラクターデザイナー、漫画家。スタジオ・ライブ出身。
かつては海老沢幸男と共に、作画監督を海老沢、原画を海老沢・諏訪（また、それに加え数人のアニメーター）という形で多数の東映アニメーション作品に参加していた。

## 参加作品

### テレビアニメ
1990年
- 魔神英雄伝ワタル2（動画）

1991年
- きんぎょ注意報!（動画）

1995年
- 美少女戦士セーラームーンS（原画）
- 美少女戦士セーラームーンSuperS（原画）
- 恐竜冒険記ジュラトリッパー（原画）

1996年
- ゲゲゲの鬼太郎（第4作）（原画）

1998年
- ひみつのアッコちゃん（第3作）（原画）

1999年
- デジモンアドベンチャー（原画）

2000年
- デジモンアドベンチャー02（原画）

2001年
- デジモンテイマーズ（原画）

2002年
- デジモンフロンティア（原画）

2003年
- 名探偵コナン（ED原画）
- 冒険遊記プラスターワールド（キャラクターデザイン、作画監督、原画）

2004年
- LOVE♥LOVE?（原画）
- 流星戦隊ムスメット（原画）
- グレネーダー 〜ほほえみの閃士〜（原画、作画監督）

2005年
- ハチミツとクローバー（原画）
- かみちゅ!（原画）
- BLOOD+（原画）

2006年
- おねがいマイメロディ（原画）
- 牙 -KIBA-（原画、OP原画）
- BLACK BLOOD BROTHERS（原画）
- 結界師（原画）

2007年
- 銀魂（原画、ED原画）
- 魔人探偵脳噛ネウロ（OP・ED原画）

2008年
- 紅（原画）

2009年
- バトルスピリッツ 少年激覇ダン（原画、第二原画）

2010年
- HEROMAN（原画）
- よりぬき銀魂さん（OP・ED原画）
- RAINBOW-二舎六房の七人-（原画）

2011年
- 銀魂'（第2期）（OP・ED原画、作画監督、第二原画）
- 逆境無頼カイジ 破戒録篇（OP原画）
- 輪るピングドラム（原画）
- HUNTER×HUNTER（日本テレビ版）（OP・ED原画）

2012年
- ファイ・ブレイン 神のパズル（原画）
- 輪廻のラグランジェ（原画）
- 戦国コレクション（原画）
- 夏色キセキ（デザインワークス、原画）
- 銀魂' 延長戦（第3期）（OP・ED原画、原画）

2013年
- アイカツ!（原画）
- 革命機ヴァルヴレイヴ（ED原画）
- BROTHERS CONFLICT（OP原画）
- ファイ・ブレイン 神のパズル 第3シリーズ（作画監督）

2017年
- アイカツスターズ!（原画）
- 青の祓魔師 京都不浄王篇（原画）
- 銀魂．（第4期）（OP・ED原画）

2022年
- BIRDIE WING -Golf Girls' Story-（作画監督）

2025年
- ロックは淑女の嗜みでして（総作画監督）

### 劇場アニメ
1993年
- Dr.スランプ アラレちゃん んちゃ!ペンギン村より愛をこめて（原画）
- ドラゴンボールZ 銀河ギリギリ!!ぶっちぎりの凄い奴（原画）

2005年
- 名探偵コナン 水平線上の陰謀（原画）
- それいけ!アンパンマン ハピーの大冒険（原画）

2013年
- 劇場版 銀魂 完結篇 万事屋よ永遠なれ（作画監督、原画）

2020年
- クレヨンしんちゃん 激突! ラクガキングダムとほぼ四人の勇者（原画）

### OVA
1993年
- 新・超幕末少年世紀タカマル（原画）

2005年
- ストラトス・フォー アドヴァンス（原画）

2007年
- 東京マーブルチョコレート（原画）

### ゲーム
1995年
- 空想科学世界ガリバーボーイ（キャラクタービジュアル）

1997年
- エルフィンパラダイス（キャラクターデザイン）

### 漫画
- 超幕末少年世紀タカマルシリーズ - 学習研究社
  - 超幕末少年世紀タカマル - ISBN 4051061531
  - 超幕末少年世紀タカマル 完結編 - ISBN 4056007888

### その他
- アニメディア 1993年11月号付録 HAPPY LETTER QUIZ BOOK（イラスト） - 学習研究社
- 流星皇子TOMMY（イラスト） - ソニーレコード
- 銀魂 DVD シーズン其ノ弐 01 完全生産限定版封入 ドラマCD（ジャケットイラスト） - アニプレックス